# Svarta pantrarna

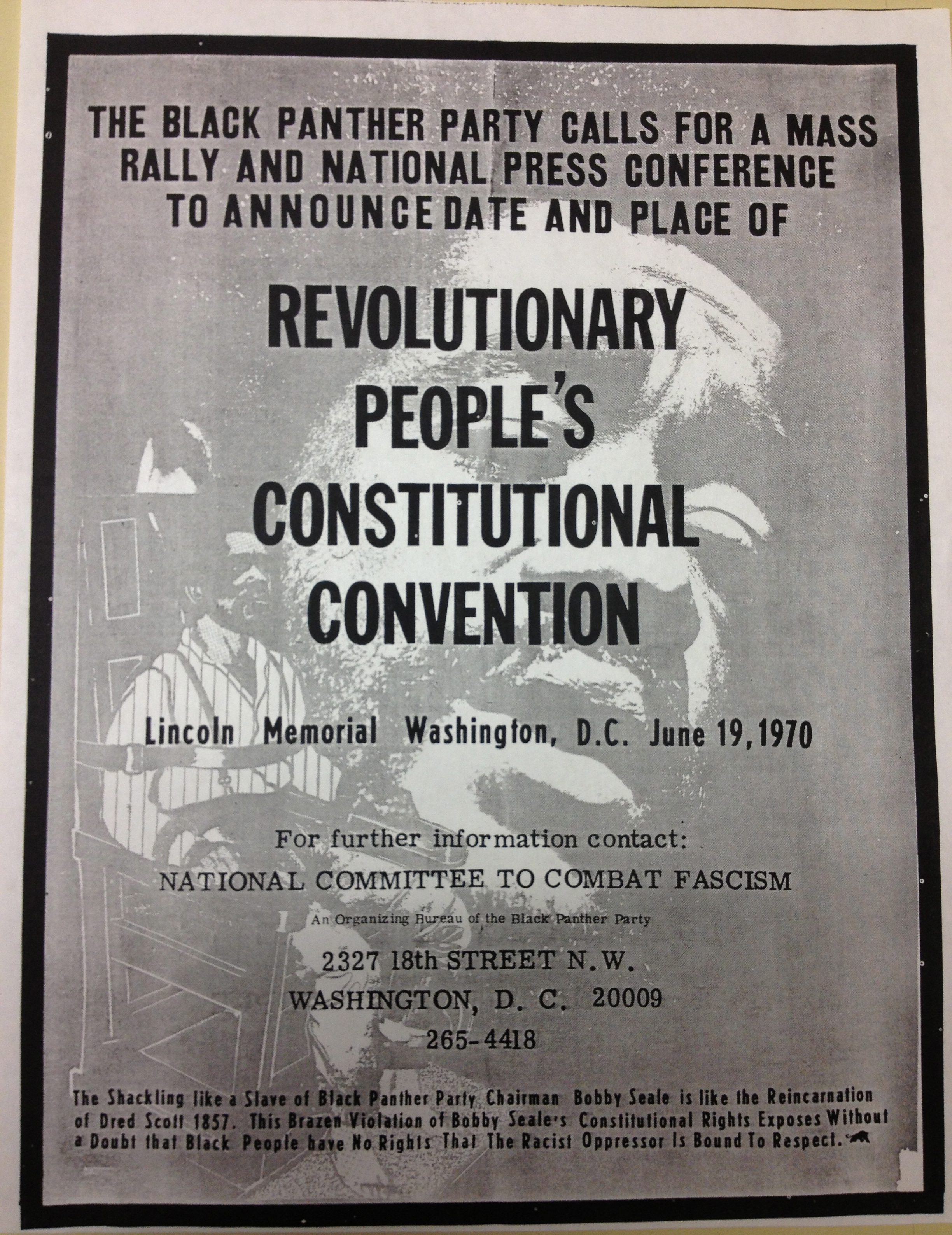
Flygblad utdelat inför ett möte 1970.

Svarta pantrarna (eng. Black Panther Party, BPP) var en amerikansk marxist-leninistisk, samt svart-nationalistisk organisation som arbetade för afroamerikaners rättigheter. Svarta Pantrarna var en av 60-talets mest omtalade politiska grupper, och fick mycket uppmärksamhet för sina sociala program, självförsvarskurser och kompromisslösa hållning.
Svarta Pantrarna grundades i oktober 1966, under namnet Black Panther Party for Self Defence. År 1970, när de var som starkast, hade organisationen kontor i 68 städer och tusentals medlemmar. Verksamheten inkluderade social verksamhet med gratis läkarvård, matserveringar och skolor för barn, och beväpnade patruller.
Kända medlemmar var bland andra Elaine Brown, Fred Hampton, Stokely Carmichael, Huey P. Newton, Eldridge Cleaver, Kathleen Cleaver, Angela Davis, David Hilliard, George Jackson, och Assata Shakur.

## Grundande

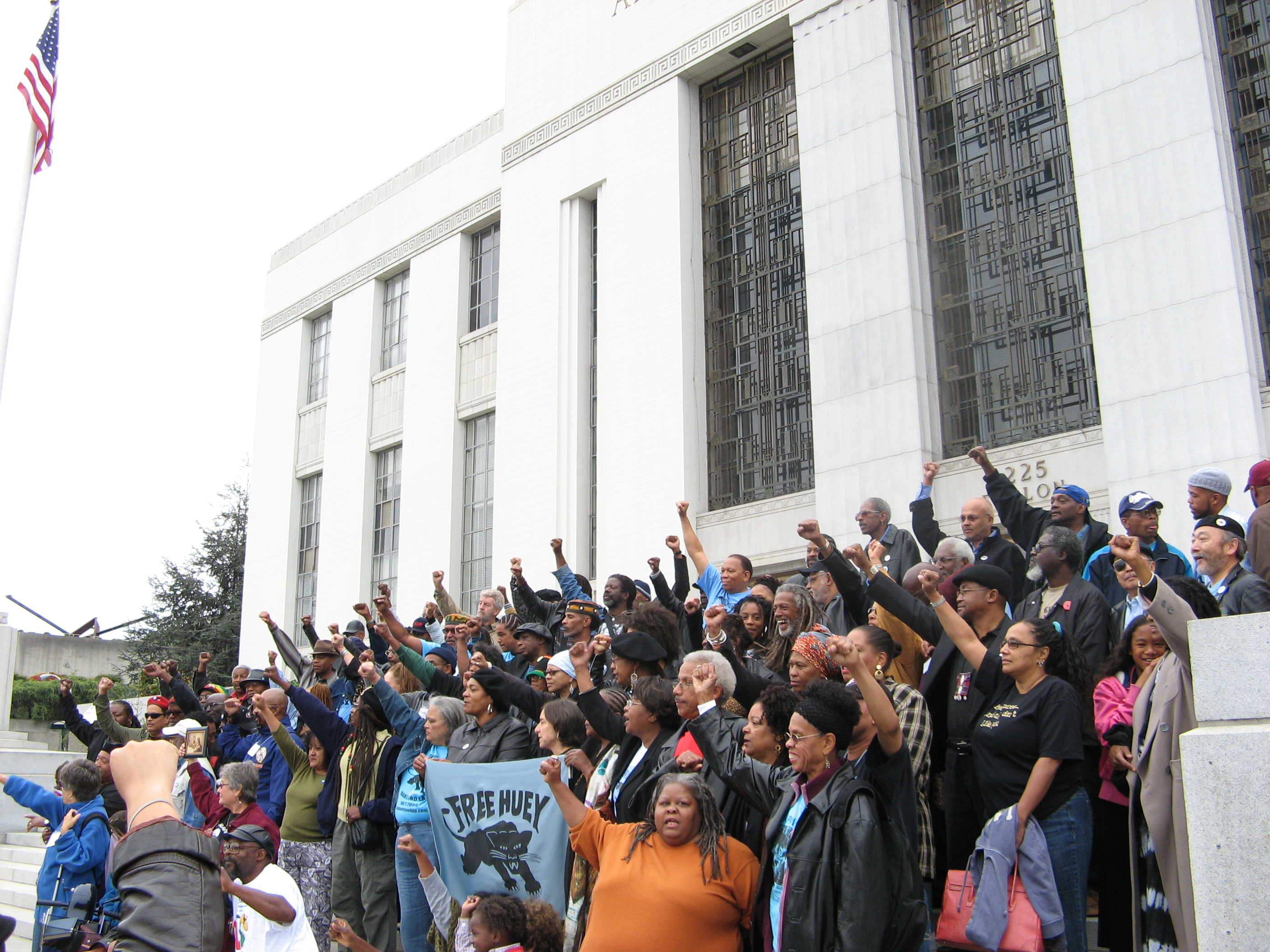
Återförening av Svarta pantrarna, 2006.

Trots 1960-talets civilrättslagstiftning som USA:s högsta domstol, Brown v. Board of Education of Topeka (1954) fastställde, så fortsatte afroamerikaner som bodde i Nordamerikanska städer att drabbas av ekonomiska och sociala ojämlikheter. Fattigdom och minskade offentliga tjänster gjorde att de utsattes för dåliga levnadsvillkor, arbetslöshet, kroniska hälsoproblem, våld och begränsad tillgång med medel för att kunna förändra omständigheterna. Detta ledde till att det blev uppror i städerna och polisen började använda våld för att få ordning på städerna. I och med detta och mordet på Malcolm X grundades Svarta Pantrarna (The Black Panther Party for Self-Defense) den 15 oktober 1966 i Oakland, Kalifornien av Huey P. Newton och Bobby Seale. De tog sin logotyp - den svarta pantern - från Lowndes County Freedom Organization (LCFO) i Alabama, och beslutade om en enhetlig uniform bestående av blå skjorta, svarta byxor, svart läderjacka samt en svart basker. Deras första rekryt var Bobby Hutton som tog rollen som kassör (men som sköts ihjäl av polis 1968).

## Verksamhet
Svarta pantrarna var en av flera organisationer som kämpade för svartas rättigheter i USA.
Det som skilde dem från de andra organisationerna var deras socialistiska närmande av frågor inom samhället, samt deras revolutionstänkande. Direkt vid bildandet av Svarta pantrarna skrevs ett 10-punktsprogram som fungerade som ett manifest för vad de ville ha och uppnå. Bland annat ville man ha frihet, bostäder anpassade för mänskligt leverne, utbildning till afroamerikaner för afroamerikaner om afroamerikaner och om afroamerikaners roll i historien. Man ville ha ett omedelbart slut på polisbrutaliteten mot, och mördandet av afroamerikaner. Man ville även att alla afroamerikaner som satt fängslade skulle bli frisläppta och att alla skulle få en rättvis rättegång. Man ville ha rättigheten att bestämma över sina egna öden som människor. De bestämde sig i samband med bestämmandet att grunden till organisationen skulle vara 10-punktsprogrammet, även för att uniformen för medlemmarna skulle bestå av blå tröjor, svarta byxor, svarta läderjackor, svarta baskrar samt synligt burna laddade hagelgevär. Deras motto var ”Power to the People”.
Efter att ha utpekats som en våldsförespråkande organisation på grund av olika incidenter och deras öppna bärande av vapen kom de 1968 att ändra organisationens namn till the Black Panther Party (BPP), Svarta pantrarna, för att lägga fokus mer på sin politik.
När Huey P. Newton som var ena grundaren till organisationen blev skjuten och arresterad i oktober 1967, för mordet på en vit polisman, gick människor ihop i en kampanj som kom att kallas för ”the Free Huey movement”. Dock släpptes inte Huey förrän ett par år senare.
Under tiden växte Svarta Pantrarna och lokalavdelningar uppkom i de flesta stora städerna i USA. Det uppskattade antalet medlemmar var 2 000, och de hade ännu fler supportrar. De var en inspiration för många och flera likasinnade organisationer växte upp i hela USA, inte bara bland den svarta befolkningen utan nu även bland latinamerikaner, asiater, vita, och så småningom även bland de äldre i samhällena som bildade organisationen ”the Gray Panthers”. Supportergrupper fanns både i USA och internationellt - bland annat i Japan, Tyskland, Frankrike, England, Sydafrika, Israel och Sverige.
The Black Panther Party drog igång över 35 så kallade överlevnadsprogram, som alla drevs av medlemmar i organisationen, och gick under slogan ”Surviving Pending Revolution”. Inspirerade av Maos lilla röda startade de upp flera medicinska kliniker inom svarta samhällen dit folk kunde komma och få kostnadsfri sjukvård. Människor med drog- och alkoholmissbruk gavs rehabilitering. Man gav även ut gratis frukost till skolbarn varje dag, och redan ett par år efter starten ökade antalet skolbarn som försågs med gratis frukost varje dag till 10 000 bara i Oakland.
FBI stämplade partiet som ”en svart nationalistisk hatgrupp” och utsåg det till det största hotet mot rikets säkerhet. Frisläppta FBI-dokument har visat hur Svarta Pantrarna utsattes för en intensiv förtalskampanj, övervakades och infiltrerades. Organisationen var ett av målen för Cointelpro - en serie av hemliga och ofta olagliga projekt med syftet att splittra den politiska vänstern.
1971-74 försvann de flesta av Svarta pantrarnas ledare på olika sätt, antingen genom att fly, fängslas eller genom att bli mördade eller hotade. Men organisationen lyckades under den perioden med hjälp av sina supportrar att rösta in Lionel Wilson som borgmästare i Oakland, Kalifornien.
Partiet upplöstes formellt år 1982. Vid tidpunkten då partiet upplöstes fanns formellt bara en handfull medlemmar kvar.

## Eftermäle
New Black Panther Party grundades i Texas 1989, men har inga kopplingar till den ursprungliga organisationen.
I Sverige finns Pantrarna - För upprustning av förorten som organiserar boende i vissa förorter under mottot "all makt åt folket". 2012 arrangerade Pantrana ett veckolångt besök av Bobby Seale i Göteborg.
Dokumentärfilmen The Black Power Mixtape 1967–1975 av Göran Olsson handlar om den afroamerikanska medborgarrättskampen och Svarta Pantrarna.
2016 - 50 år efter Svarta Pantrarna bildades - hyllade Beyonce organisationen vid ett uppträdande på Super Bowl.